# Аршица
Аршица (укр. Аршиця) — село в Петровецкой сельской общине Черновицкого района Черновицкой области Украины.
До 2020 года входило в Сторожинецкий район.
Население по переписи 2001 года составляло 873 человека. Почтовый индекс — 59046. Телефонный код — 3735.